# Naoki Ishikawa (football)
Pour les articles homonymes, voir Naoki Ishikawa et Ishikawa.
Naoki Ishikawa (石川 直樹, Ishikawa Naoki) est un footballeur japonais né le 13 septembre 1985 à Kashiwa. Il évolue au poste de défenseur.

## Palmarès
- Finaliste de la Coupe du Japon en 2008 avec le Kashiwa Reysol